# Cheiloprion
Cheiloprion is een monotypisch geslacht van straalvinnige vissen uit de familie van rifbaarzen of koraaljuffertjes (Pomacentridae).

## Soort
- Cheiloprion labiatus (Day, 1877)